# كرمبل رمضان
كرمبل رمضان (بالفارسية: کرمبل رمضان) هي قرية تقع في قسم نغور الريفي (مقاطعة تشابهار) في إيران. يقدر عدد سكانها بـ 76 نسمة بحسب إحصاء 2016.